# Voce
In fonetica, la voce è il suono prodotto dall'apparato fonatorio dell'essere umano. Esistono diversi tipi di voce (bisbigliato, falsetto, laringale, mormorato). È prodotta innanzitutto tramite la fonazione (il processo con il quale le corde vocali producono una specifica gamma di suoni attraverso opportune vibrazioni che coinvolgono anche diverse strutture della laringe), spesso accompagnata da altri meccanismi di modificazione del flusso di aria (articolazione). 
La voce è usata dall'essere umano quando esso parla, ride, canta, mormora, bisbiglia, piange o urla. Il termine si usa spesso come sinonimo di canto, con una connotazione musicale invece che fonatoria.

## Anatomia umana

### Caratteristiche
- Estensione, campo in cui si estende la voce del soggetto
- Intensità acustica, potenza del suono
- Altezza, definisce la frequenza media della voce (acuta, grave)
- Timbro, definisce le qualità del suono

## In musica
In musica la voce è lo "strumento musicale" primo e imprescindibile, il più istintivo. Essa è stata fin dalle origini fondamento dell'espressione musicale, e ha ispirato la creazione di numerosi strumenti musicali. Termini come "cantabilità" e "cantando" vengono spesso utilizzati anche nella pratica strumentale per indicare comportamenti timbrici e di fraseggio analoghi a quelli impiegati nella pratica vocale, e in alcune tradizioni musicali la voce è il modello espressivo a cui tende la musica strumentale (ad es. nella musica classica indiana).

## Veterinaria
La voce (canto, ringhio, strido) di alcuni animali è determinata dalla conformazione interna della laringe, con corde vocali semplici e poco sporgenti, dalla disposizione delle cavità di risonanza.
In particolare, negli uccelli è l'organo detto siringe a permettere i tipici canti delle varie specie.
Le specie animali hanno voci così differenti da giustificare un numero notevole di denominazioni diverse (nitrito, miagolio, raglio, ruggito, ecc.).

## Locuzioni e proverbi
- Dar voce a qualcuno, concedere a qualcuno la possibilità di esprimersi.
- Non aver voce in capitolo, non avere diritto di parola.